# Agent chodec
Agent chodec je pojmenování pro agenty, kteří po komunistickém puči přecházeli ilegálně hranice do Československa za účelem zpravodajské činnosti a špionáže. Agenty chodci se stávali českoslovenští emigranti, kteří byli náborováni v utečeneckých táborech. Tento způsob zpravodajského boje proti sovětskému bloku využíval československý zahraniční odboj ve spolupráci s americkou Counter Intelligence Corps (později Central Intelligence Agency), britskou Secret Intelligence Service nebo francouzskou tajnou službou.
Agenti často prošli pouze velice povrchním školením a nebyli připraveni na rozsáhlou síť konfidentů StB. Jen málo z nich bylo profesionálním zpravodajcem, často se jednalo o nezkušené mladé lidi toužící po dobrodružství. Odhad historiků je, že zhruba polovina jich byla zadržena a přes dvacet jich bylo popraveno, mezi nimi i Štěpán Gavenda. Pomník králům Šumavy se nachází poblíž vesnice Kvilda.
Agent chodec je označení Státní bezpečnosti – sami agenti si říkali „kurýři“ nebo „kopečkáři“. Tajná věznice StB pro agenty chodce fungovala v letech 1951–1955 v prostorách někdejšího Arcibiskupského gymnázia v Praze-Bubenči.

## Agenti a kultura
Agenty byli například:
- Josef Hasil
- Bohumil Hasil
- Kilián Nowotny
- Rudolf Fuksa
- Ota Rambousek
- Miroslav Dvořáček
- Jaroslav Kaska,[4] Jan Mašek[5]

Ve filmech, kde byli agenti chodci námětem:
- Král Šumavy (seriál) z roku 2022 a 2025
- Král Šumavy (film) – český film Karla Kachyni z roku 1959
- 30 případů majora Zemana – 6. díl Bestie z roku 1949

V literatuře:
- Král Šumavy (román) – román Rudolfa Kalčíka z roku 1960
- Návrat Krále Šumavy – komiksová trilogie scenáristů Ondřeje Kavalíra a Vojtěcha Maška a výtvarníka Karla Osohy a roku 2018, 2019 a 2020 inspirovaná stejnojmenným románem